# Josef Suchár
Mons. Josef Suchár (* 15. října 1958 Brno) je český římskokatolický kněz, dlouholetý prezident Diecézní charity Hradec Králové. Pracuje také jako biskupský vikář pro diakonii a sídelní kanovník Kolegiátní kapituly v Litomyšli. Je také farářem v pohraniční osadě Neratov, která po odsunu Němců téměř zanikla. Se svými spolupracovníky z občanského Sdružení Neratov do ní vrací život a pracuje na obnově barokního kostela Nanebevzetí Panny Marie.

## Život

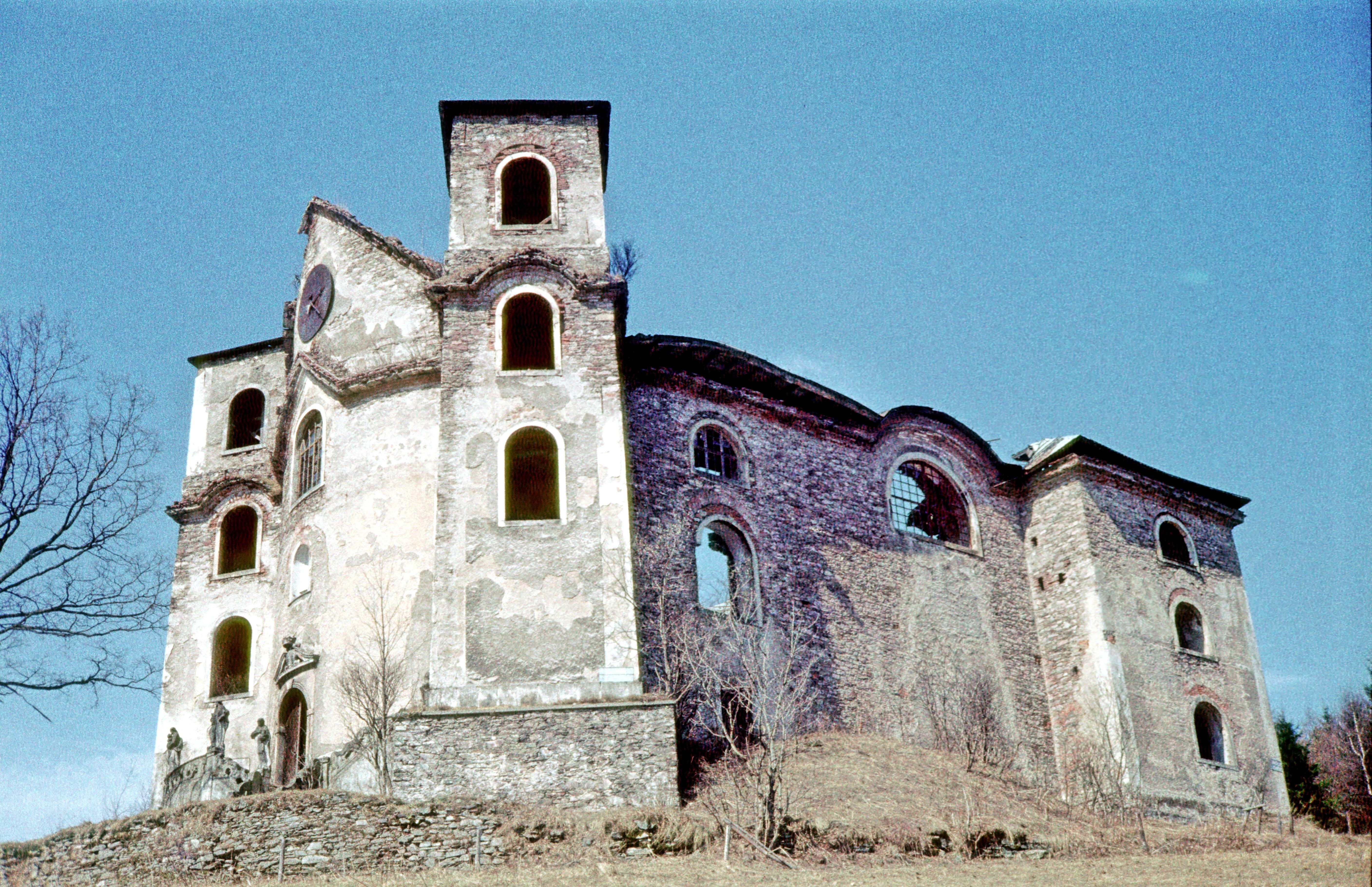
Neratovský kostel v roce 1975...

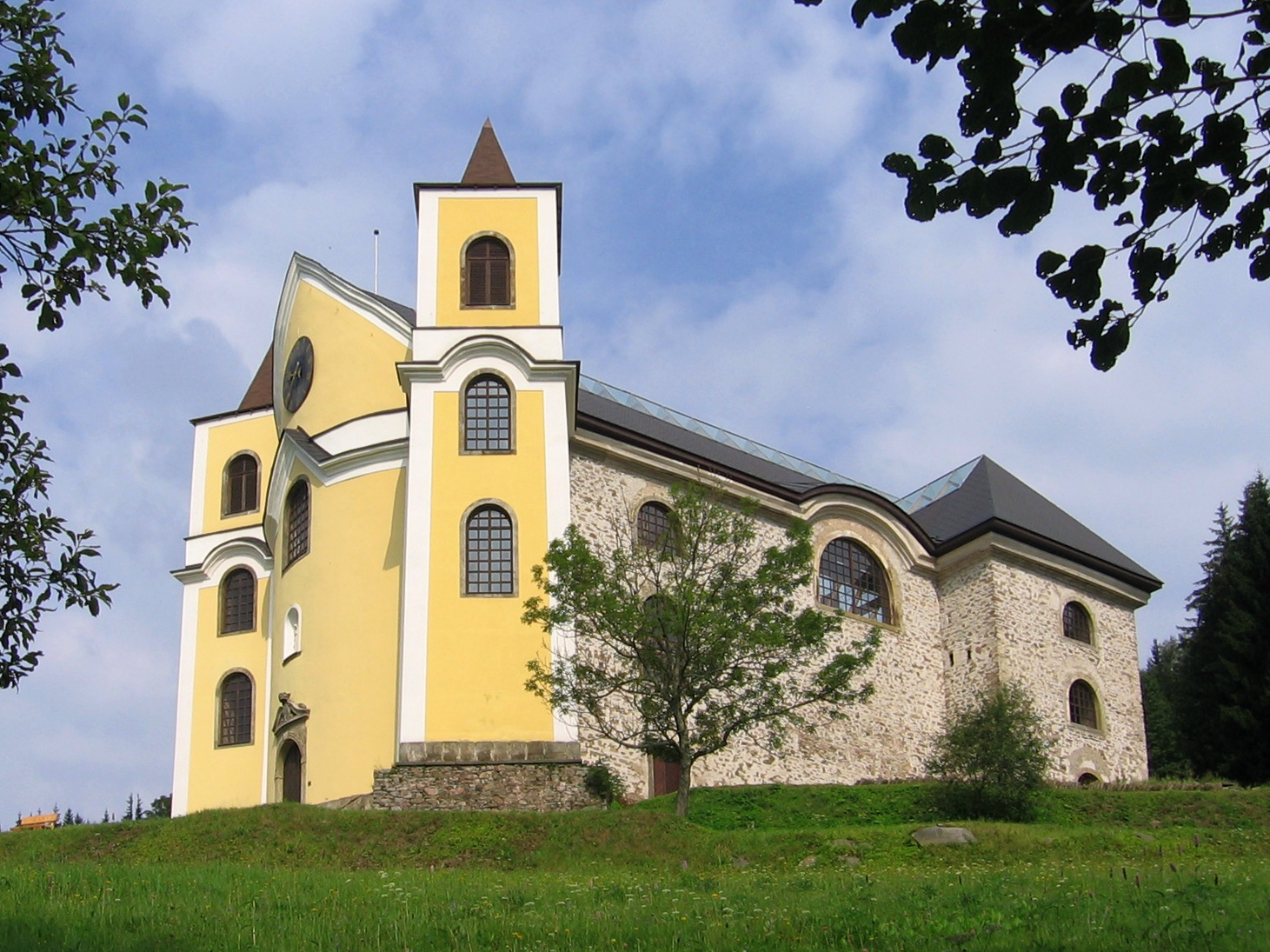
... a v roce 2014

Josef Suchár se vyučil elektrikářem. Po 15 let pracoval v továrnách Zetor, Transporta a Kovopodnik. V roce 1986 ho biskup Stanislav Krátký tajně vysvětil na kněze. Po sametové revoluci nastoupil do královéhradecké diecéze, od roku 1993 spravuje Římskokatolickou farnost Neratov.
Do vysídlené pohraniční obce Neratov se poprvé dostal v roce 1987 při přípravách orientačního závodu pro tábor Radost, kde působil jako vedoucí (pod přezdívkou Zajíček). V tamním kostele Nanebevzetí Panny Marie, kterému se koncem 50. let propadla střecha, tehdy rostly stromy.
Po změně režimu v roce 1989 začal pracovat jako kněz ve farnosti v Kunvaldu. Později dostal na starost 12 dalších farností včetně Neratova. Již v roce 1990 vyklidil s farníky tamní kostel. Ovšem svolení k opravám kostela podmínil biskup Karel Otčenášek tím, že Josef Suchár do Neratova „přitáhne“ lidi, kteří tam budou žít. V té době tam kromě chalupářů žili asi čtyři stálí obyvatelé, přitom na konci druhé sv. války jich bylo asi 300.
Když se Josefu Suchárovi a jeho přátelům podařilo zvýšit jejich počet na 40, biskup opravu povolil. Sdružení Neratov, které založili, se postupně zaměřilo na pomoc dospělým s lehkým mentálním postižením a postiženým dětem. Díky péči o ně tu získali práci další lidé. Sdružení provozuje chráněné dílny, dále hospodu, jídelnu či obchod a rekreační zařízení.
Sdružení také dále opravuje místní kostel Nanebevzetí Panny Marie. Dostal unikátní skleněnou střechu ve tvaru kříže, konají se v něm pravidelné bohoslužby i poutní slavnosti a koncerty.

## Ocenění
- Stříbrná pamětní medaile Senátu (2015)
- Řád Tomáše Garrigua Masaryka 4. třídy (2024)